# Папков, Александр Александрович
Александр Александрович Папков (20 октября [1 ноября] 1853, Санкт-Петербург — 1920) — российский чиновник, действительный статский советник, губернатор Тавастгусской губернии (1904—1905) Великого княжества Финляндского, церковный историк и публицист.

## Биография
Родился в дворянской семье 20 октября (1 ноября) 1853 года.
В 1862—1863 годах учился в Петришуле. В 1874 году окончил Императорское училище правоведения.
В 1875 году командирован для занятий в 1-й департамент Сената, помощник делопроизводителя канцелярии Варшавского генерал-губернатора; титулярный советник.
С 1876 года — помощник секретаря Варшавской судебной палаты, коллежский асессор.
С 1878 года — товарищ прокурора Петроковского окружного суда, надворный советник. В 1882 году участвовал в ревизии Лифляндской и Курляндской губерний, коллежский советник.
С 1885 года редактор департамента Министерства юстиции.
С 1886 года статский советник, товарищ прокурора Санкт-Петербургских окружного суда, затем судебной палаты (1889).
Член Наблюдательной комиссии по Санкт-Петербургским местам заключения, способствовал реформе столичных тюрем (1887).
В 1890 году, 28 января женился на дочери действительного статского советника Ольге Алексеевне Петлиной, которая в 1893 году скончалась.
Член Санкт-Петербургской судебной палаты (1894), основатель и товарищ председателя Санкт-Петербургского православного Исаакиевского братства (1895).
В 1898 году окончил Санкт-Петербургский археологический институт.
С 1 января 1901 года — действительный статский советник. В том же году стал членом совета Русского собрания.
Дважды лауреат половинной Макариевской премии (1902).
С 1903 года чиновник особых поручений V класса при финляндском генерал-губернаторе, председатель Главного управления по делам печати Финляндии (1903).
Губернатор Тавастгусской губернии Великого княжества Финляндского (1904—1905).
Член Предсоборного присутствия (1906), Особого совещания при Синоде для выработки проекта о православном приходе (1907), Императорского русского исторического общества, Консультации при министре юстиции (1910—1915), I Всероссийского единоверческого съезда (1912) и Ученого комитета Министерства народного просвещения (1915), организатор и председатель Общества изучения христианской старины (1909), почётный попечитель единоверческого братского реального училища им. цесаревича Алексея Николаевича, председатель совета Петроградского единоверческого православного братства (1915).
В 1916 году прикомандирован к Департаменту духовных дел иностранных исповеданий, затем к составу Русской дипломатической миссии в Стокгольме.
В 1917 году делегат Всероссийского съезда духовенства и мирян, работал в I, V и VIII отделах Предсоборного совета. Член Поместного Собора Православной Российской Церкви, участвовал в 1-й сессии, член II, V, X Отделов.
В декабре 1917 года со второй женой переехал в Ростов-на-Дону.
В 1920 году скончался.

## Награды
- российские ордена: Св. Станислава 3-й (1882), 2-й (1887) и 1-й степени, Св. Анны 3-й (1884) и 2-й (1891) степени, Св. Владимира 4-й (1896) и 3-й (1904) степени;
- иностранные: кавалерского креста I класса Герцогства Ольденбургского (1885), черногорский орден Даниила I 3-й степени (1889), сербский орден Таковского креста 3-й степени (1891).

## Сочинения
- Письма к Я. Л. Барскову // НИОР РГБ. Ф. 16. К. 3. Ед. хр. 82;
- Письма к великому князю Николаю Михайловичу и В. И. Саитову // РГИА. Ф. 549. Оп. 1. Д. 451; Ф. 746. Оп. 1. Д. 86;
- Жизнь и труды принца Петра Георгиевича Ольденбургского. СПб., 1885;.
- Невольничество у мадьяр. СПб., 1889 (2-е изд.); Церковные братства. СПб., 1893;
- Древнерусский приход. Краткий очерк церковно-приходской жизни в восточной России до XVIII в. и в западной России до XVII века; Эпоха преобразования западно-русских церковных братств (1586—1600 гг.) // Богословский вестник. 1897. № 2-4, 11;
- Братства как мощная защита православия вплоть до восстановления православной иерархии в 1620 году (1600—1620); Охранительная деятельность православных братств в последние годы царствования короля Сигизмунда III (1620—1632); Оживленная деятельность православных братств в эпоху митрополита Петра Могилы (1632—1647); Жизнь и деятельность братств во второй половине XVII и в XVIII веках // Богословский вестник. 1898. № 1, 5, 11;
- Погосты в значении правительственных округов и сельских приходов в Северной России. М., 1898;
- Упадок православного прихода (XVIII—XIX века). М., 1899;
- Положение православия и русской народности в Литве до XVII века. Сергиев Посад, 1899;
- Начало возрождения церковно-приходской жизни в России. М., 1900;
- Братства. Очерк истории западно-русских православных братств. Сергиев Посад, 1900;
- Православные приходы в Финляндии. СПб., 1901;
- Несколько замечаний по истории древнерусской общины // Вестник права. 1901. № 12;
- Церковно-общественные вопросы в эпоху царя-освободителя (1855—1870). СПб., 1902;
- Необходимость преобразований в выборе и положении церковного старосты // Странник. 1902. № 12;
- О положении выборгского православного прихода (отчет за 1901 год) // Церковный вестник. 1902. № 46;
- По поводу полемики между гг. Розановым и Бронзовым об «Апостольских постановлениях» // Новое время. 1902. 12 марта (Розанов В. Около церковных стен. М., 1995);
- Необходимость обновления православного церковно-общественного строя. С проектом приходского управления. СПб., 1903 (2-е изд.);
- Докладная записка о необходимости восстановления «прихода» в качестве церковно-общественной единицы. СПб., 1904;
- Единственный возможный в настоящее время путь к восстановлению православного прихода — явочный порядок. Воззвание к священникам и прихожанам // Россия. 1905. 1-2 декабря. № 24-25;
- Новое устройство православных приходов в Финляндии // Церковные ведомости. Приб. 1905. № 52;
- [Статья] // О возрождении Русской Церкви. Сб. статей. Вышний Волочёк, 1905;
- Доклады к съезду. Выборы в Думу по приходам // Вестник Русского собрания. 1906. № 20;
- Права старообрядцев и сектантов и бесправие православных // Известия по С.-Петербургской епархии. 1906. № 21/22;
- Речи // Журналы и протоколы заседаний высочайше учрежденного Предсоборного присутствия (1906 г.). Т. 1-4. СПб., 1906—1907; М., 2014;
- Необходимые меры для окончательного становления православного прихода; О судьбе церковно-приходских попечительств в связи с восстановлением православных приходов на новых началах // Церковные ведомости. 1906. № 4, 11;
- Правило или заголовок; Об исправлении перевода богослужебных книг // Церковные ведомости. 1907. № 21, 37-38;
- Церковно-общественное устройство и управление в первые три века христианства // Христианское чтение. 1907. № 11; 1908. № 4;
- В защиту существенных интересов Православной Церкви; Экономическое отягощение православных церквей; Вопрос о «приходе» в католическом мире; Вниманию отцов настоятелей и церковных старост; Деятельность приходских советов в Орловской епархии за 1907 год; Народное бедствие // Церковный вестник. 1907. № 25-26, 29, 39, 41, 43, 50;
- О благоустройстве православного прихода. С приложением проекта приходского устава. СПб., 1907;
- Краткая записка о необходимых мероприятиях для церковного благочиния и благоустройства. К., 1908;
- Нашествие иностранцев в Западную Сибирь // Новое время. 1910. 18 июля;
- Писания мужей апостольских // Богословский вестник. 1911. № 2;
- Воскресение (по вопросу праздничных дней); Приходская благотворительность; Настоятельная необходимость; Грозные цифры; Физическое и духовно-нравственное оздоровление нашей молодежи; Преобразование духовных консисторий; Сближение Англиканской Церкви с Православною Церковью // Церковный вестник. 1911. № 4, 7, 22, 25, 29, 30, 33;
- Беседы о православном приходе. СПб., 1912;
- Правда о церковном преобразовании Петра Великого. СПб., 1914;
- Победа апостола Петра (Апостол Петр в борьбе с Симоном-Волхвом). 5 драматических сцен из апостольских времен. СПб., 1914;
- Русские православные братства // Церковный вестник. 1914. № 16;
- Речь // Всероссийский церковно-общественный вестник. 1917. 16 июня;
- Избранные труды // Андрей (Ухтомский), архиеп. Труды. СПб., 2013. С. 973—1165.